# رامین گلستانیان

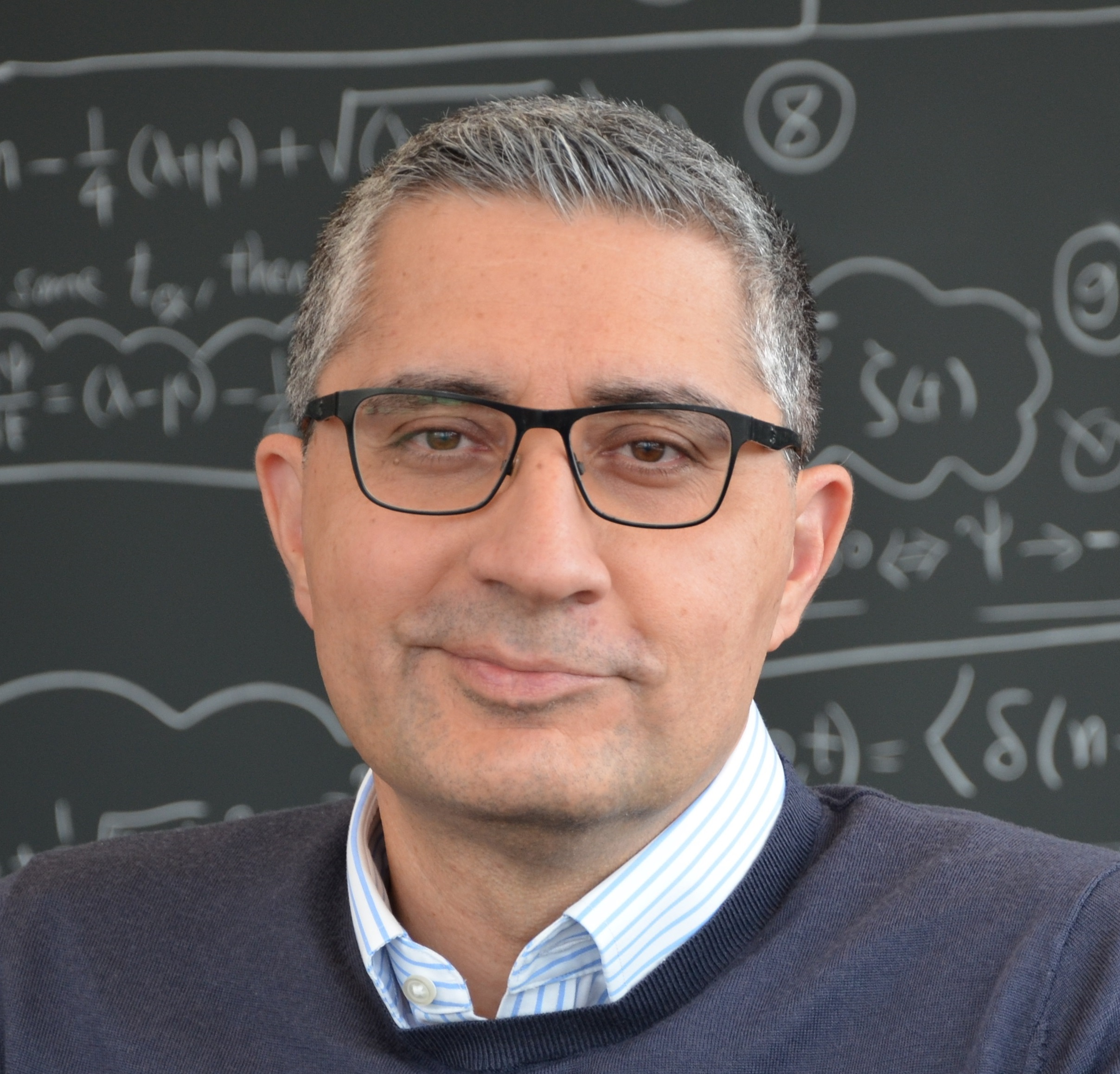
رامین گلستانیان

رامین گلستانیان فیزیک‌دان ایرانی است. وی فرزند دکتر نعمت‌الله گلستانیان استاد برجسته فیزیک و الکترونیک است. او هم‌اکنون مدیر یک گروه پژوهشی در موسسه ماکس پلانک آلمان میباشند و در گذشته  در بریتانیا، در دانشگاه آکسفورد تدریس میکردند. گلستانیان در سال ۲۰۱۴، موفق به کسب جایزه هول‌وک شد. این جایزه که از جمله معتبرترین جایزه‌ها در رشته فیزیک محسوب می‌شود، به خاطر «نقش پیش‌تاز رامین گلستانیان در تحقیق در زمینه مواد نرم فعال و به خصوص شناگران میکروسکوپی و ذرات کولوییدی فعال» به گلستانیان اهدا شده‌است. جایزه هول‌وک از سال ۱۹۴۶ است که سالانه از سوی انجمن‌های فیزیک بریتانیا و فرانسه به صورت چرخشی به فیزیک‌دانان مقیم این دو کشور اعطا می‌شود. او لیسانس خود را از دانشگاه صنعتی شریف و کارشناسی ارشد و دکتری را از مرکز تحصیلات تکمیلی در علوم پایه زنجان گرفته است.
رامین گلستانیان به عنوان مدیر علمی بخش فیزیک مواد زنده در پژوهشگاه دینامیک و خودسامان‌دهی موسسه ماکس‌پلانک گوتینگن آلمان انتخاب شده‌است .